# Quần đảo Biển San hô

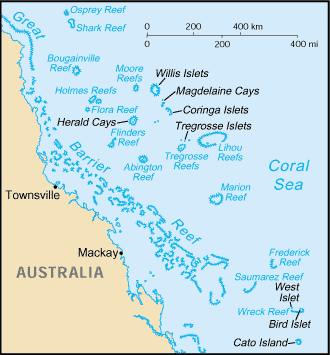
Quần đảo Biển San Hô

Lãnh thổ Quần đảo Biển San hô là tập hợp của các nhóm đảo và bãi đá ngầm có diện tích nhỏ và hầu như không có dân cư sinh sống tại Biển San hô. Đông bắc tiểu bang Queensland, Úc. Hòn đảo duy nhất có người sinh sống là Willis. Lãnh thổ trải ra trên 780.000 km² mặt biển, kéo dài trên phía đông và nam của rìa ngoài Đá ngầm Great Barrier, và gồm có đảo Heralds Beacon, Đá ngầm Osprey, Nhóm Willis, và 15 nhóm đảo/đá ngầm khác.

## Lịch sử
Quần đảo Biển San hô được ghi trên bản đồ lần đầu tiên vào năm 1803; vào các năm 1870 và 1880, quần đảo đã xuất hiện ngành khai thác phân chim nhưng việc không có một nguồn cung cấp nước sạch thường xuyên đã ngăn cản việc cư trú lâu dài của con người. Lãnh thổ được thành lập năm 1969 theo Đạo luật Quần đảo Biển San hô (trước đó, khu vực này được coi là một phần của tiểu bang Queensland) và được mở rộng vào năm 1997 với việc sáp nhập thêm đá ngầm Elizabeth và Middleton cách đó gần 800 km về phía nam, trong biển Tasman. Quần đảo thuộc chủ quyền của Úc và được quản lý từ thủ đô Canberra. Quần đảo cũng được Hải quân Hoàng gia Úc thanh tra đều đặn.

## Địa lý
Có khoảng 30 đá ngầm và đảo san hô vòng riêng biệt, 12 trong số đó hoàn toàn chìm dưới mặt biển hay chỉ nổi khi thủy triều xuống, và 18 đá ngầm và đảo san hô vòng còn lại gồm tổng cộng 51 hòn đảo nhỏ (trong đó đá ngầm Lihou có 18), một vài đảo có thực vật sinh trưởng. Các đảo san hô vòng có quy mô lớn về kích cỡ, từ vài kilômét đường kính đến có thể là đảo san hô vòng lớn thứ hai trên thế giới theo tổng diện tích (gồm cả đầm phá bên trong): Đá ngầm Lihou, với kích thước 100 và 30 km có diện tích là 2.500 km² trong khi chỉ bao gồm một diện tích đất liền 0,91 km² của 18 hòn đảo riêng lẻ. Ngoài ra có một số hòn đảo nhân tạo cũng được xây dựng.